# Могилёвский областной комитет компартии Беларуси
Могилёвский областной комитет Коммунистической партии Беларуси (бел. Магілёўскі абласны камітэт КПБ) ― высший руководящий орган Могилёвской областной организации КПБ между партийными конференциями в 1938—1991 годы.

## Структура
Могилёвский обком КПБ избирался на областных партийных конференциях, которые обычно проводились раз в 2—3 года. Имел отделы: организационно-партийной и кадровой работы, идеологический, социально-экономический, аграрный, государственно-правовой, общий, а также комиссию партийного контроля.
Для повседневного руководства областной организацией КПБ пленум обкома избирал бюро и секретарей, утверждал заведующих отделами, председателя комиссии партийного контроля, редактора газеты «Магілёўская праўда».

## История
Обком начал свою деятельность в мае 1938 года с образованием Могилёвской области.
28—31 мая 1938 года состоялась I областная партийная конференция, избравшая обком КП(б)Б.
На 1 июля 1938 года под его руководством работал 1 горком, 21 сельский райком и 481 первичная партийная организация, объединявшие 5196 коммунистов.
На 1 января 1941 года в Могилёвской областной партийной организации насчитывалось 7089 членов и 4042 кандидата в члены партии.
Во время Великой Отечественной войны в июне 1942 года в Москве был восстановлен Могилёвский областной комитет КП(б)Б, который возобновил свою деятельность осенью 1943 года в Кричеве после освобождения ряда восточных районов Могилёвской области от немецко-фашистских захватчиков.
На оккупированной территории области с апреля 1943 года по июнь 1944 года действовал Могилёвский подпольный обком КП(б)Б — центр по организации и руководству партийным подпольем и партизанским движением на Могилёвщине.
На 1 января 1946 года областная партийная организация насчитывала 5275 коммунистов.
В январе 1954 года в состав Могилёвской области вошли 4 района Бобруйской области, в январе 1960 года — 1 район Минской области, парторганизации которых влились в состав Могилёвской областной партийной организации.
XXIV областная партийная конференция (16 декабря 1988 года) избрала обком КПБ в составе 135 членов и 49 кандидатов в члены, из них 44 рабочих, 24 колхозника и специалиста сельского хозяйства, 48 женщин.
Обком руководил работой 5 горкомов, 5 городских и 18 сельских райкомов КПБ, 2 парткомов на правах райкомов.
На 1 января 1990 года в состав областной партийной организации входили 2068 первичных организаций, объединявших 2194 цеховые партийные организации, 2413 партийных групп, 84542 члена и кандидата в члены партии.

## Приостановление деятельности
25 августа 1991 года, через несколько дней после августовского путча, Верховный Совет республики принял Постановления «О временном приостановлении деятельности КПБ — КПСС на территории Белорусской ССР» и «О департизации органов государственной власти и управления Республики Беларусь, государственных предприятий, учреждений, организаций и собственности Коммунистической партии Беларуси и Ленинского Коммунистического союза молодёжи Беларуси». С этого времени Могилёвский обком КПБ фактически прекратил свою деятельность.
В феврале 1993 года Верховный Совет Беларуси отменил решение о приостановлении деятельности КПБ. Это решение привело к тому, что в результате консультаций между руководством Партии коммунистов Беларуси (ПКБ) и представителями КПБ было принято решение о вхождении последней в ПКБ и передаче ею всех прав и полномочий политического, юридического и имущественного правопреемства Коммунистической партии Беларуси.  25 апреля того же года на XXXII (внеочередном) съезде КПБ было принято решение о вхождении партии в состав ПКБ.

## Здание могилёвского обкома КПБ

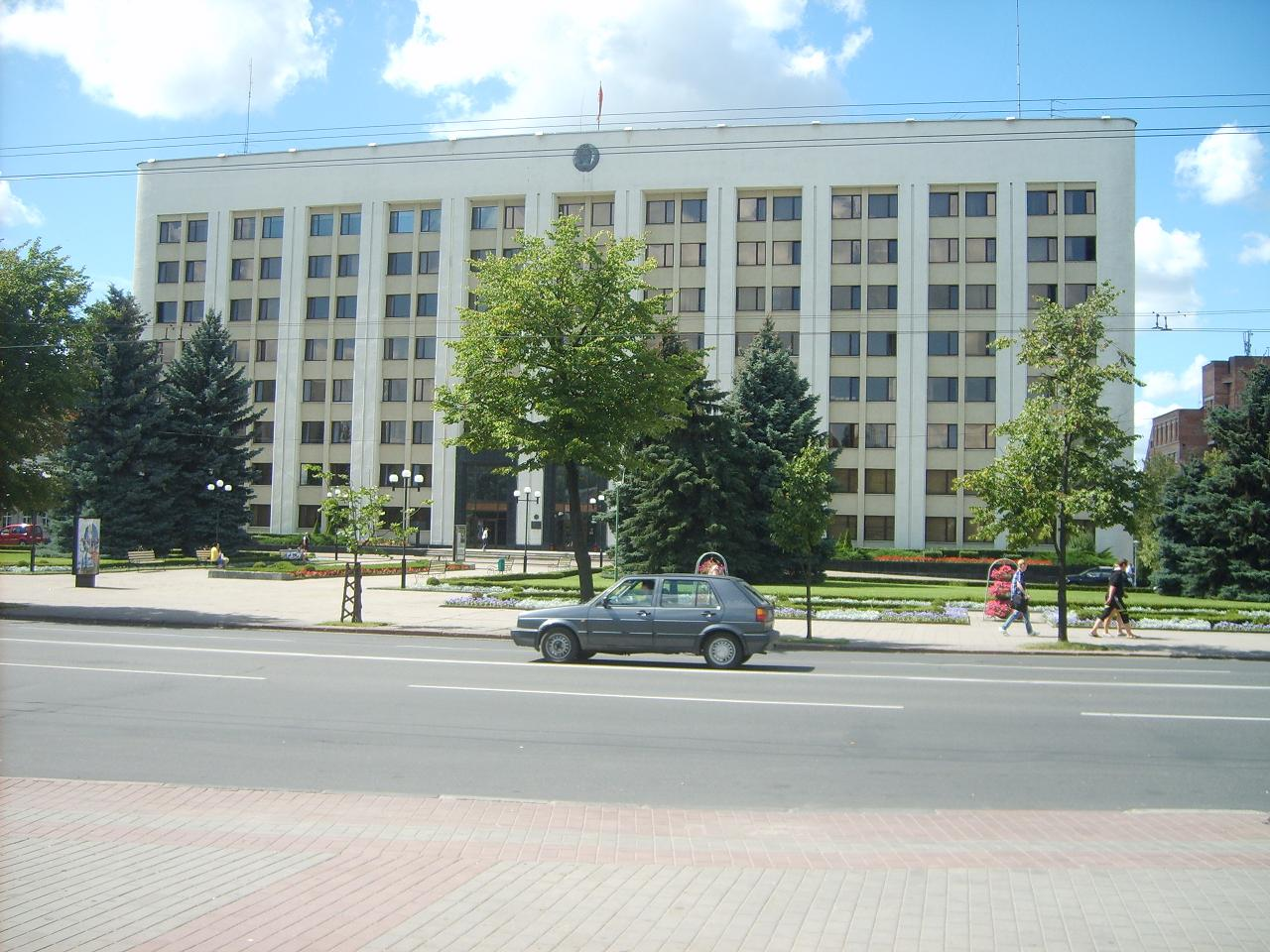
Здание могилёвского обкома КПБ.

Здание обкома построено в 1973 году (архитекторы А. Кучеренко, Ю. Шпит). Симметричная объёмно-пространственная композиция кирпичного здания состоит из 8-этажного прямоугольного в плане объёма и соединённого с ним со стороны дворового фасада 2-этажного прямоугольного в плане зала заседаний (на 400 мест).

## Областные партийные конференции
| №  | Время                         | Примечания   |
| -- | ----------------------------- | ------------ |
| 1  | 28—31 мая 1938 года           |              |
| 2  | 25—27 февраля 1939 года       |              |
| 3  | 10—13 марта 1940 года         |              |
| 4  | 12—14 февраля 1946 года       |              |
| 5  | 25—26 января 1949 года        |              |
| 6  | 31 марта — 1 апреля 1951 года |              |
| 7  | 6—8 сентября 1952 года        |              |
| 8  | 30—31 января 1954 года        |              |
| 9  | 20—21 декабря 1955 года       |              |
| 10 | 6—7 февраля 1958 года         |              |
| 11 | 9 января 1959 года            |              |
| 12 | 6—7 января 1960 года          |              |
| 13 | 14—15 сентября 1961 года      |              |
| 1  | 11 января 1963 года           | сельская     |
| 1  | 14 января 1963 года           | промышленная |
| 14 | 10 декабря 1964 года          |              |
| 15 | 3—4 февраля 1966 года         |              |
| 16 | 20—21 февраля 1968 года       |              |
| 17 | 28—29 января 1971 года        |              |
| 18 | 14—15 февраля 1974 года       |              |
| 19 | 23—24 декабря 1975 года       |              |
| 20 | 26 января 1979 года           |              |
| 21 | 25 - 26 декабря 1980 года     |              |
| 22 | 6—7 января 1984 года          |              |
| 23 | 27—28 декабря 1985 года       |              |
| 24 | 16 декабря 1988 года          |              |

## Первые секретари обкома
| №  | Фамилия Имя Отчество                | Время                                  | Примечания                                                                            |
| -- | ----------------------------------- | -------------------------------------- | ------------------------------------------------------------------------------------- |
| 1  | Репинский, Марк Яковлевич           | июнь — октябрь 1938 года               | с января по 28 мая 1938 года — первый секретарь оргбюро ЦК КПБ по Могилёвской области |
| 2  | Малин, Владимир Никифорович         | октябрь 1938 — июнь 1939 года          |                                                                                       |
| 3  | Макаров, Иван Николаевич            | июнь 1939 — июль 1941 года             |                                                                                       |
| 4  | Мовчанский, Дмитрий Степанович      | 2 апреля 1943 — 23 апреля 1944 года    | подпольный                                                                            |
| 5  | Макаров, Иван Николаевич            | апрель — июнь 1944 года                | подпольный                                                                            |
|    | Макаров, Иван Николаевич            | июнь 1944 — апрель 1946 года           |                                                                                       |
| 6  | Филимонов, Павел Николаевич         | апрель 1946 — 1948 год                 |                                                                                       |
| 7  | Карасёв, Иван Никифорович           | 1948 — 1950 годы                       |                                                                                       |
| 8  | Сикорский, Сергей Иванович          | 1950 - февраль 1958 года               |                                                                                       |
| 9  | Матюшевский, Константин Викентьевич | 6 февраля 1958 — 14 января 1963 года   |                                                                                       |
| 10 | Иванов, Фёдор Михайлович            | 11 января 1963 — 10 декабря 1964 года  | промышленный                                                                          |
| 10 | Матюшевский, Константин Викентьевич | 14 января 1963 — 10 декабря 1964 года  | сельский                                                                              |
| 11 | Криулин, Глеб Александрович         | 10 декабря 1964 — август 1974 года     |                                                                                       |
| 12 | Прищепчик, Виталий Викторович       | август 1974 — 29 апреля 1983 года      |                                                                                       |
| 13 | Леонов, Василий Севостьянович       | 1983 — 28 октября 1990 года            |                                                                                       |
| 14 | Попов, Вадим Александрович          | 28 октября 1990 — 25 августа 1991 года |                                                                                       |